# Apamea cerivana
Apamea cerivana är en fjärilsart som beskrevs av Smith 1900. Apamea cerivana ingår i släktet Apamea och familjen nattflyn. Inga underarter finns listade i Catalogue of Life.